# Hässleholms Musikforum
Hässleholms Musikforum/Perrong 23 är en ideell kulturförening som grundades 1977 kring idén om en gratis musikfest i Hässleholms Hembygdspark.
Föreningen är en av Sveriges äldsta musikföreningar av sitt slag.
Föreningen har sina lokaler på Stobyvägen 1 i Hässleholm.